# وادي المقفل (أسلم)

تعديل مصدري - تعديل

وادي المقفل هي إحدى قرى عزلة أسلم اليمن بمديرية أسلم التابعة لمحافظة حجة، بلغ تعداد سكانها 44 نسمة حسب تعداد اليمن لعام 2004.